# Patrick Schulmann
Patrick Schulmann (París, 2 de enero de 1949 – Le Chesnay, 19 de marzo de 2002) fue un director, guionista, compositor, director de fotografía, actor y reportero de nacionalidad francesa.

## Biografía

### Inicios
Nacido en París, Francia, e hijo de un obrero, cambió hasta seis veces de centro educativo, aunque finalmente obtuvo su título de bachillerato.
En sus comienzos escribía poemas y canciones, que él llegó a presentar a Serge Reggiani pero, recibido por su director artístico, Jacques Bedos, éste le sugirió que él mismo interpretara sus temas. Fue así que cantó, a principios de los años 1970, Côté du cœur y Une petite fille qui s'ennuie.
Además de cantar y componer, actuó también en cortometrajes, como fue el caso de La Foire aux cancres (1963), rodado en Super-8.

### Director
Patrick Schulmann dirigió Axel et Zoé s'aiment d'amour tendre en 1971, y después Et la tendresse ? Bordel !, con Jean-Luc Bideau y Bernard Giraudeau. Tras tres fracasos, obtuvo el éxito coc P.R.O.F.S (1985), film con el que descubrió a Patrick Bruel y Fabrice Luchini, ambos debutantes. Después de rodar Les Oreilles entre les dents (1987), se hizo reportero televisivo para la emisión Envoyé spécial en France 2. Volvió al cine en 1998 con Comme une bête (1998).

### Accidente
El 19 de marzo de 2002, Patrick Schulmann sufrió un accidente de tráfico en la carretera RD 11, en el departamento de Yvelines. Falleció en el Hospital Mignot en Le Chesnay esa misma noche.

## Filmografía
| Año  | Título                              | Función  | Función   | Función    | Función | Nota                           |
| Año  | Título                              | Director | Guionista | Compositor | Actor   | Nota                           |
| ---- | ----------------------------------- | -------- | --------- | ---------- | ------- | ------------------------------ |
| 1969 | La Foire aux cancres                |          |           |            | Sí      | Cortometraje                   |
| 1971 | Axel et Zoé s'aiment d'amour tendre | Sí       | Sí        |            |         |                                |
| 1976 | L'Intrus                            | Sí       | Sí        | Sí         |         |                                |
| 1979 | Et la tendresse ? Bordel !          | Sí       | Sí        | Sí         | Sí      | Historia y diálogos            |
| 1980 | Rendez-moi ma peau…                 | Sí       | Sí        | Sí         | Sí      | Actor sin créditos             |
| 1983 | Zig Zag Story                       | Sí       | Sí        | Sí         | Sí      | O Et la tendresse ? Bordel ! 2 |
| 1984 | Aldo et Junior                      | Sí       | Sí        | Sí         |         |                                |
| 1985 | P.R.O.F.S                           | Sí       | Sí        | Sí         |         |                                |
| 1987 | Les Oreilles entre les dents        | Sí       | Sí        | Sí         |         |                                |
| 1998 | Comme une bête                      | Sí       | Sí        | Sí         |         | Historia original              |